# Evangelieharmoni
En evangelieharmoni er en sammenstilling af de evangeliske beretninger som en fortløbende skildring af Jesu liv udarbejdet, så de parallelle afsnit kun gengives én gang, og fortællinger og episoder fra de forskellige evangelier flettes ind i hinanden. 
På den måde adskiller en evangelieharmoni sig fra en synopse (de synoptiske evangelier), hvor de beslægtede beretninger i de tre første evangelier: Matthæus, Markus og Lukas − og lejlighedsvis også beretninger fra Johannes − aftrykkes i parallelle kolonner. 
Den ældste evangelieharmoni vi kender er udarbejdet ca. 160 e.Kr. af syreren Tatian (Tatianus). Den kaldes Diatessaron (διά τεσσάρων "ved fire") der enten sigter til de fire benyttede evangelier eller er et musikalsk kunstudtryk: "akkord", "harmoni" eller lignende. Det er omstridt om den oprindelig var på græsk eller syrisk. Indtil ca. 400 var det den gængse form for overleveringen om Jesus i den syriske kirke.
Tatians værk er gået tabt og kan kun rekonstrueres.
På grundlag deraf fremkom imidlertid både en arabisk og en latinsk evangelieharmoni. 
Den sidste lod biskop Victor af Capua (Victor Capuanus) indføre i det nytestamentlige håndskrift Codex Fuldensis fra 546, og den vandt stor udbredelse i Middelalderen. På reformationstiden udarbejdede Andreas Osiander i Nürnberg sin Harmoniæ evangelicæ libri IV Græce et Latine (Basel 1537), hvori navnet evangelieharmoni forekommer for første gang.
En art evangelieharmoni er den fremstilling af Kristi lidelseshistorie, som kan findes i nogle salmebøger.
Peder Palladius oversatte Johannes Bugenhagens harmoni af lidelses- og opstandelseshistorien, som kom 1523 på latin og 1525 på tysk.